# For the Beauty of Wynona
For the Beauty of Wynona è il secondo album in studio del cantautore e produttore canadese Daniel Lanois.
Tutti i testi e tutte le musiche sono di Daniel Lanois.
Il CD è stato pubblicato il 23 marzo 1993, ma il brano Sleeping in the Devil's Bed era già apparso nel 1991 come facente parte della colonna sonora del film Until the End of the World.
L'illustrazione del CD è una fotografia di Jan Saudek di una giovane donna nuda vista di profilo che stringe in mano un pugnale. Curiosamente la copertina dell'edizione statunitense del disco è stata censurata con la scritta "American Edition" stampata proprio sopra il seno della donna.

## Tracce
1. The Messenger – 5:27
2. Brother L.A. – 4:19
3. Still Learning How to Crawl – 5:19
4. Beatrice – 4:21
5. Waiting – 2:00
6. The Collection of Marie Claire – 4:17
7. Death of a Train – 5:47
8. The Unbreakable Chain – 4:19
9. Lotta Love to Give – 3:38
10. Indian Red – 3:46
11. Sleeping In the Devil's Bed – 3:02
12. For the Beauty of Wynona – 5:50
13. Rocky World – 2:55